# Baretta
Baretta es una serie de televisión estadounidense producida por ABC entre los años 1975 y 1978.
Es una serie policial que fue inicialmente pensada como una continuación de una serie previa, Toma, cuando su protagonista, el actor Tony Musante, dejó la producción. La idea fue desechada, y se creó una serie de similar factura, pero con un nuevo personaje principal, el detective Tony Baretta.
La serie mostraba fuertes dosis de violencia y ambientes marginales. El tema central de Baretta, Keep Your Eye on the Sparrow, era interpretado por Sammy Davis, Jr.

## Argumento
Antony Vincenzo Tony Baretta es un detective que trabaja para el departamento de policía de una ciudad no identificada de los Estados Unidos. Se caracteriza por su vestimenta informal y por compartir su departamento con una cacatúa, de nombre Fred, la que habitualmente contesta el teléfono antes que su dueño.
Los métodos poco ortodoxos de Baretta para afrontar los casos en que se ve envuelto suelen causarle tensiones con sus superiores (encarnados por los actores Dana Elcar y Ed Grover), pese a lo cual Baretta suele ser respaldado por ellos en sus actos.

## Reparto
- Robert Blake como el detective Tony Baretta.
- Dana Elcar como el superior de Tony Baretta.
- Jeffrey Kramer como Junkie.
- Ed Grover como el superior de Tony Baretta.
- Fred como la cacatúa de Tony Baretta.
- Jennifer Jason Leigh.
- Tom Ewell como Billy Truman, policía retirado que trabajaba con el padre de Baretta.
- Michael D. Roberts como Rooster.
- John Ward como el detective Foley, un policía detective.
- Ron Thompson como el detective Nopke.[5]
- Angelo Rossitto como el pequeño Moe.
- Titos Vandis como Mr. Nicholas, un jefe.
- Paul Lichtman como Mr. Muncie, el propietario de una droguería.

## Producción
Al ver a Blake en la película de 1973 Electra Glide in Blue, el entonces ejecutivo de ABC Michael Eisner lo contactó para hacer una serie policial, que culminó en Baretta. Blake recibió el control creativo en la mayoría de los aspectos de la producción.
La serie surgió como un reinicio de Toma cuando el actor Tony Musante decidió seguir adelante después de completar su compromiso de una sola temporada con la serie.
El tema principal, "Keep Your Eye on the Sparrow", fue escrito por Dave Grusin y Morgan Ames; inicialmente era instrumental, pero en temporadas posteriores se agregaron letras que fueron cantadas por Sammy Davis, Jr. Cada episodio de Baretta comenzaba con la canción, que contenía el lema "No cometas el crimen si no puedes cumplir la condena". Según Blake, los ejecutivos del estudio no querían la voz de Davis para el tema principal por temor a que el público pensara que Baretta era una serie negra. Blake amenazó con abandonar la producción si la grabación de Davis era rechazada. Sus jefes cedieron.
La canción fue lanzada como sencillo en Europa en 1976, alcanzando el número uno en el Top 40 holandés como "Baretta's Theme". La música para la canción principal fue interpretada por la banda de rock de influencia latina con sede en Los Ángeles El Chicano. El Chicano también lanzó la canción como un 45 y también como una pista en uno de sus álbumes. La canción principal de Baretta de El Chicano fue un gran éxito en muchos países, incluidos Turquía, Malasia, Singapur, Francia y Filipinas.
La canción fue lanzada como sencillo en los EE. UU., pero sólo llegó al puesto número 42 en la lista Adult Contemporary Chart, mientras que " burbujeó por debajo del Hot 100 " en el puesto número 101.
Fred, el cacatúa, fue interpretado por dos cacatúas tritón llamadas Lalah y Weird Harold, este último utilizado como doble de riesgo para las secuencias de vuelo.

## Cancelación
El 27 de abril de 1977, Blake anunció que se marcharía del programa una vez finalizado su contrato de temporada. "Demostré todo lo que tenía que demostrar", dijo. Gracias a sus esfuerzos, dijo, Baretta se convirtió en el único sustituto de mitad de temporada que ganó un Emmy.
"Puse a Baretta en el top 10, traté de hacer de un policía un ser humano y traté de hacer un programa policial y un comentario social", agregó.
En una entrevista televisiva de 1996 con Tom Snyder, Blake declaró que odiaba estar comprometido con la serie y lo comparó con acostarse con un gorila. "Baretta fue una experiencia terrible", afirmó Blake, "haces una serie para poder trabajar con gigantes en el cine".